# Laredo, Teksas
Laredo je grad u američkoj saveznoj državi Teksas. Upravno pripada okrugu Webb. Leži na sjevernoj obali rijeke Rio Grande, nasuprot meksičkom gradu Nuevo Laredo.

## Zemljopis
Laredo se nalazi u južnom dijelu Teksasa, na granici s Meksikom. Pripada okrugu Webb.
Grad se prostire na 218,96 km², od čega je 216,11 km² kopna, dok vodenih područja ima 2,85 km² (1,30% od ukupne površine).

## Stanovništvo
Laredo je 88. po veličini grad u SAD-u. Prema podacima iz 2006. godine grad je imao 231.470 stanovnika, 60.816 domaćinstava i 33.832 obitelji. Prosječna gustoća naseljenosti je 868 stan./km².
Prema rasnoj podjeli u gradu živi najviše bijelaca, 86,6%, Afroamerikanaca ima 0,5%, Azijata 0,4%, Indijanaca 0,3%, stanovnika podrijetlom s Pacifika 0,0%, ostalih rasa 11,5%, izjašnjenih kao dvije ili više rasa 0,8%. Od ukupnoga broja stanovnika njih 94,9% su Latinoamerikanci ili Hispanoamerikanci.

## Vanjske poveznice
- Službene stranice grada  Arhivirana inačica izvorne stranice od 2. veljače 2016. (Wayback Machine) (engl.) (šp.)
- Stranica Turističke zajednice (engl.) (šp.)

### Ostali projekti
|  | Zajednički poslužitelj ima stranicu o temi Laredo, Teksas |